# Wakefield (série télévisée)
Pour les articles homonymes, voir Wakefield et Wakefield (homonymie).
Wakefield est une mini-série australienne en huit épisodes d'environ 57 minutes créée par Kristen Dunphy et diffusée entre le 2 avril et le 6 juin 2021 sur ABC.
En France, elle a été diffusée en novembre 2023 sur Arte. Elle reste inédite dans les autres pays francophones.

## Synopsis
La vie d'un infirmier de secteur psychiatrique d'origine indienne, travaillant dans une clinique privée à Blackheath près des Govetts Leap Falls dans le parc national des Blue Mountains en Nouvelle-Galles du Sud.

## Distribution

### Principaux
- Rudi Dharmalingam (en) (VF : Jim Redler) : Nikhil « Nik » Katira
  - Kershawn Theodore : Nik à 12 ans
  - Nirish Bhat Surambadka : Nik à 6 ans
- Geraldine Hakewill (VF : Marie Tirmont) : Dr Kareena Wells
- Mandy McElhinney (en) (VF : Barbara Delsol) : Linda
- Felicity Ward (en) (VF : Laëtitia Lefebvre) : Collette
- Sam Simmons (en) : Pete Seaman
- Shapoor Batliwalla (VF : Bruno Magne) : Rashaal Katira
- Nadie Kammallaweera (VF : Claire Guyot) : Jeshna Katira
- Harry Greenwood (en) (VF : Maxym Anciaux) : Trevor, un patient psychotique

### Secondaires
- Pacharo Mzembe (en) (VF : Mike Fédée) : Dr Rohan Achebe
- Monica Kumar (VF : Zina Khakhoulia) : Renuka Katira
- Dan Wyllie (en) : James Matos, un patient suicidaire
- Guy Simon : Colin / M. Invisible, un patient psychotique
- Victoria Haralabidou (en) (VF : Nadine Girard) : Cath, une patiente
- Megan Smart (VF : Charlotte D'Ardalhon) : Ivy, une patiente dépressive
- Harriet Dyer (en) : Genevieve, une patiente bipolaire
- Ryan Corr : Raff, le mari de Genevieve
- Bessie Holland (VF : Camille Donda) : Tessa Knight, une patiente borderline
- Kim Gyngell : Zelco, un patient
- Richie Miller : Omar, un patient aboulique
- Colin Friels : Baz Madden, un patient borderline
- Henry Nixon (en) : David, le mari de Kareena
- Ursula Yovich (VF : Annie Milon) : Maria, la médiatrice
- Miritana Hughes (VF : Jean-Luc Atlan) : Seffa, un patient
- Jonathan Chan : Sun
- Matt Nable : Michael Fitzpatrick, un patient se prenant pour Harold Holt
- Wayne Blair : Vince
- Heather Mitchell (en) (VF : Annie Milon) : Belle, la mère de Tessa
- Caroline Brazier (en) (VF : Christine Braconnier) : Leyla Matos, la femme de James

 Source et légende : version française (VF) sur RS Doublage

## Production
La série est tournée pendant la pandémie de Covid-19 notamment à Blackheath pour les plans extérieurs et dans le parc national des Blue Mountains.

## Autour de la série
La chanson centrale dans la série est Come On Eileen des Dexys Midnight Runners.